# Tribonanthes purpurea
Tribonanthes purpurea är en enhjärtbladig växtart som beskrevs av Terry Desmond Macfarlane och Stephen Donald Hopper. Tribonanthes purpurea ingår i släktet Tribonanthes och familjen Haemodoraceae. Inga underarter finns listade.